# Centro de teste de motores de foguetes

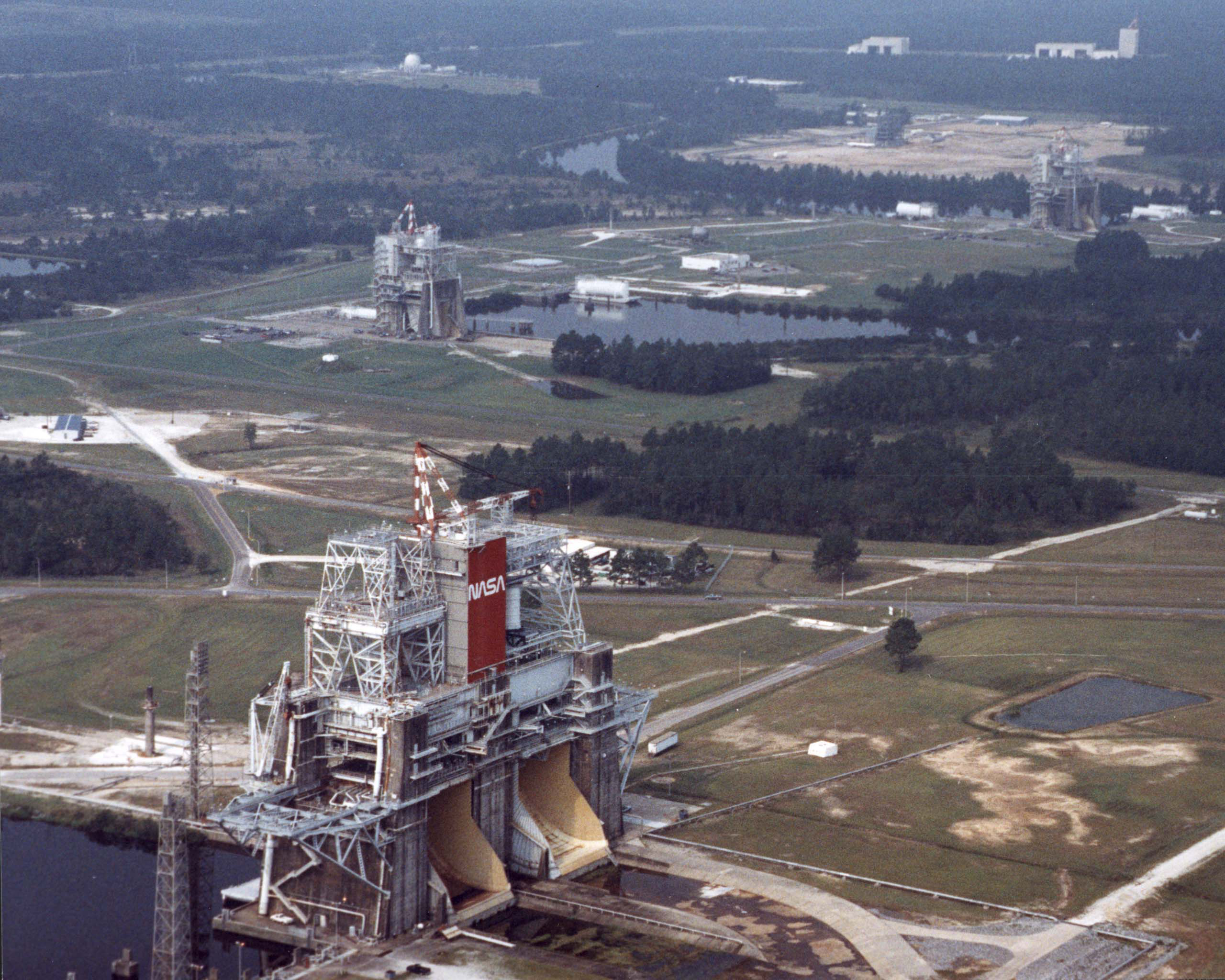
Vista aérea do centro de teste de motores de foguetes de Stennis.

Um Centro de teste de motores de foguetes, é um local onde motores de foguete, podem ser testados no solo sob condições controladas.
Em geral, um Centro de teste desse tipo, é composto por um ou mais estandes de teste, onde os motores são firmemente presos, e
instrumentos de monitoração, incluindo fotos e vídeos são preparados de forma a obter dados sobre o comportamento em uso do motor.
Um programa de testes estáticos em terra, é pré requisito na certificação de um motor para uso em voo. Testes em terra, são muito mais
econômicos se comparados em arriscar uma missão completa com carga útil real.
As condições em que esses testes se realizam, são descritas como:
- Ao nível do mar, que servem para avaliar as características de foguetes logo após o lançamento, que em geral ocorrem ao nível do mar.
- Em altitude, que servem para se aproximar das condições operacionais de um foguete em voo.